# Beverley Craven
Beverley Craven (Colombo, Ceylon, 28 juli 1963) is een Britse zangeres en liedjesschrijver. Ze had een grote hit begin 1990 met de single 'Promise Me'. Haar tweede single 'Holding on' begin 1991, bleef in Nederland steken in de Tipparade en bereikte de Nederlandse Top 40 niet, maar bereikte wél een 52e positie in de Nationale Top 100.
Na haar tweede album nam Craven een paar jaar vrijaf om een gezin te stichten; ze kreeg drie dochters van wie de oudste, Mollie, in 2012 deelnam aan de Britse versie van Take Me Out.
In 2018 bracht Craven samen met Judie Tzuke en Julia Fordham het album Woman to Woman uit; hiervoor werden nieuwe versies opgenomen van hun solonummers. De zangeressen gingen op tournee, maar moesten deze onderbreken nadat er bij Craven voor de tweede maal kanker was vastgesteld. In 2019 werd de tournee hervat.

## Discografie

### Singles
| Single met eventuele hitnotering(en) in de Nederlandse Top 40 | Datum van verschijnen | Datum van binnenkomst | Hoogste positie | Aantal weken | Opmerkingen                 |
| ------------------------------------------------------------- | --------------------- | --------------------- | --------------- | ------------ | --------------------------- |
| Promise me                                                    | 1990                  | 09-1990               | 8               | 9            | #7 in de Nationale Top 100  |
| Holding on                                                    | 1991                  | -                     | tip             | -            | #52 in de Nationale Top 100 |

| Single met hitnotering(en) in de Vlaamse Ultratop 50 | Datum van verschijnen | Datum van binnenkomst | Hoogste positie | Aantal weken | Opmerkingen             |
| ---------------------------------------------------- | --------------------- | --------------------- | --------------- | ------------ | ----------------------- |
| Promise me                                           | 1990                  | 06-10-1990            | 2               | 15           | #6 in de Radio 2 Top 30 |

### NPO Radio 2 Top 2000
| Nummer met noteringen in de NPO Radio 2 Top 2000 | '99 | '00  | '01  | '02  | '03 | '04  | '05  | '06  | '07  | '08  |
| ------------------------------------------------ | --- | ---- | ---- | ---- | --- | ---- | ---- | ---- | ---- | ---- |
| Promise Me                                       | 756 | 1223 | 1315 | 1078 | 930 | 1619 | 1967 | 1698 | 1715 | 1553 |

1. ↑  Een vetgedrukt getal geeft de hoogste notering aan.
2. ↑  Deze tabel is bijgewerkt tot en met de meest recente editie (2024).